# М-37 (автодорога)
Зарафшанский тракт — один из основных автомобильных дорог Узбекистана, часть автомагистрали М37 (Самарканд—Ашхабад). Основная транспортная магистраль Зарафшанской долины. Проходит по направлению Самарканд—Каттакурган—Навои—Бухара—Каракуль—граница с Туркменистаном. Автомагистраль проложена в 1933—1937 годах, а заасфальтирована в 1965 году. Общая протяжённость тракта 365 км.